# Guidon d'arrêt

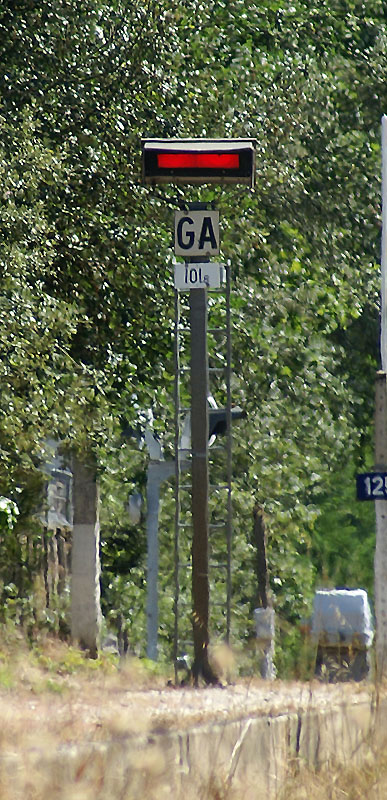
guidon d'arrêt

Le guidon d'arrêt est un signal ferroviaire de type SNCF.

## Définition
En signalisation lumineuse, le guidon d'arrêt fermé est présenté sous la forme d'une bande rouge horizontale lumineuse. Le guidon d'arrêt ouvert est éteint.
En signalisation mécanique, il est présenté fermé sous forme d'une petite aile rouge, étendue horizontalement. Ouvert, l'aile est masquée.
|  |  |

Le guidon d'arrêt est en général utilisé pour limiter la zone de manœuvre, à la place d'un signal d'arrêt à main (protection d'appareils de voie isolés ou de passages à niveau).
Il commande l'arrêt de la circulation au plus tard à son niveau. Il est abordé en marche à vue. Lorsqu'il s'efface, le conducteur se remet en marche de lui-même en marche à vue.